# Mario Monti
Mario Monti (* 19. března 1943 Varese) je italský ekonom a politik, od listopadu 2011 do dubna 2013 předseda vlády Itálie. V letech 1995–2004 byl evropským komisařem.

## Životopis
Je absolventem Yaleovy univerzity, kde jej učil držitel Nobelovy ceny za ekonomii James Tobin. Patřil mezi podporovatele vzniku Spinelliho skupiny. Dnes je mimo jiné evropským předsedou Trilaterální komise a výrazným členem Bilderbergu.
Ve středu 9. listopadu 2011 se stal doživotním senátorem, v neděli 13. listopadu 2011 ho italský prezident Giorgio Napolitano pověřil sestavením úřednické vlády a 16. listopadu jej jmenoval předsedou vlády. V úřadu si získal svými reformami a úspornými opatřeními uznání z ekonomických kruhů. Na tuto funkci rezignoval, společně s celou svou vládou, 21. prosince 2012 poté, co italský parlament schválil státní rozpočet.
Pro parlamentní volby 2013 založil vlastní stranu Občanská volba a vedl koalici S Montim pro Itálii. Tato ale získala jen 10 % hlasů, což znamenalo neúspěch.
Mario Monti je ženatý a má dvě děti.